# Катастрофа Ан-24 у Вінниці
Катастрофа Ан-24 у Вінниці — авіаційна катастрофа, що сталася 12 листопада 1971 року у Вінниці з літаком Ан-24Б авіакомпанії Аерофлот, в результаті чого загинули 48 осіб.

## Літак
Ан-24Б з бортовим номером CCCP-46809 (заводський — 67302306) випущений заводом Антонова 26 лютого 1966 року. На момент катастрофи авіалайнер мав 11 329 години нальоту і 10 658 посадок.

## Катастрофа
Літак виконував місцевий рейс Н-63 з Києва у Вінницю, на чолі з командиром Л. Лазарєвим, його екіпаж складався з п'яти осіб, серед яких був колишній футболіст Анатолій Чоботар. О 10:31 МСК Ан-24 вилетів з Київського аеропорту і після набору висоти зайняв ешелон 2700 метрів, летячи при цьому над хмарами. На борту всього знаходилися 43 пасажири: 40 дорослих та 3 дитини.
В аеропорту Вінниці стояв туман. Горизонтальна видимість становила 800 метрів, а вертикальна — 70 метрів, що відповідало мінімуму № 1. Екіпаж вийшов на зв'язок з диспетчером аеропорту і той видав вказівку, що посадка буде здійснюватися за магнітним курсом 312°, після чого дав дозвіл здійснювати заходження на посадку. Але після виходу з четвертого розвороту, літак був вище глісади й лівіше осі, у зв'язку з чим, після виходу на візуальний політ, екіпаж отримав команду від диспетчера йти на друге коло, що і виконав.
Повторний захід на посадку екіпаж виконав за схемою, а після виходу на візуальний політ отримав повідомлення від диспетчера: «Вийшов точно, але зависоко, смуга перед вами». Екіпаж підтвердив отримання інформації, коли через 5 секунд диспетчер дав вказівку повторно йти на друге коло. Але при маневрі відходу, Ан-24 в посадковій конфігурації (випущені шасі, закрилки встановлені на 38°) на великій вертикальній швидкості й з лівим креном 20-40° врізався в землю за 850 метрів від початку злітно-посадкової смуги і за 234 метрах лівіше її осі, повністю зруйнувався і згорів. Всі 48 осіб у літаку (5 членів екіпажу, 40 дорослих пасажирів і 3 дитини) загинули.